# جين هووكس
جين هووكس (بالإنجليزية: Gene Hooks)‏ هو لاعب كرة قاعدة أمريكي، ولد في 15 مايو 1928.